# 나노캠텍
나노캠텍 주식회사(영어: Nano Chem Tech)는 경기도 안성시 양성로 112에 본사를 둔 원천소재 기업이다.

## 논란
2021년 경영진의 회계처리 위반으로 주식 거래가 정지된 적이 있었으나2025년 2월 종가 급변에 따른 투자주의 종목으로 지정된 적이 있다.